# Summer Surf
 (septembre 2012).
Si vous disposez d'ouvrages ou d'articles de référence ou si vous connaissez des sites web de qualité traitant du thème abordé ici, merci de compléter l'article en donnant les références utiles à sa vérifiabilité et en les liant à la section « Notes et références ».
Albums de Dick Dale and His Del-Tones
Mr. Eliminator
(1964) Tribal Thunder
(1993)
Summer Surf est le cinquième album studio de surf music par Dick Dale.

## Pistes
1. "Summer Surf"
2. "Feel So Good"
3. "Surfin'"
4. "Spanish Kiss"
5. "The Star (of David)"
6. "Banzai Washout"
7. "Glory Wave"
8. "Surfin' Rebel"
9. "Never On Sunday"
10. "Mama's Gone Surfin'"
11. "Tidal Wave"
12. "Thunder Wave"
13. "Who Can He Be"
14. "Oh Marie"